# Listă de personalități din Odesa

Emblema orașului Odesa

Această listă de personalități marcante din Odesa cuprinde o enumerare cronologică și alfabetică a celor mai reprezentative persoane născute în marele oraș ucrainean sau al căror nume este legat de acesta.

## Listă cronologică
- Serghei Bernstein (1880 - 1968), matematician rus;
- Andrei Vîșinski (1883 - 1954), diplomat rus;
- Anna Ahmatova (1889 - 1966), poetă rusă;
- Vera Inber (1890 - 1972), scriitoare rusă;
- Nikolai Afanasiev (1893 - 1966), preot rus;
- Isaac Babel (1894 - 1940), scriitor rus;
- Mark Slonim (1894 - 1976), scriitor, politician rus;
- Leonid Utiosov (1895 - 1982), cântăreț rus;
- Lev Slavin (1896 - 1984), scriitor, jurnalist rus;
- Ilia Ilf (1897 - 1937), scriitor rus;
- Rodion Malinovski (1898 - 1967), mareșal rus;
- Ida Kamińska (1899 - 1980), actriță, regizoare americană;
- Evgheni Petrovici Kataev (1902 - 1942), scriitor rus;
- George Gamow (1904 - 1968), astrofizician american;
- Anton Ablov (1905 - 1978), chimist moldovean;
- Eufrosinia Kersnovskaia (1908 - 1994), celebră deținută a Gulagului, de etnie rusă;
- Serghei Snegov (1910 - 1994), scriitor rus;
- Dan Petrașincu (1910 - 1997), antropolog, scriitor român;
- Aleksandr Marinesko (1913 - 1963), ofițer rus;
- Natan Peled (1913 - 1992), politician israelian;
- Sesto Pals (1913 - 2002), poet român;
- Margarita Aligher (1915 - 1992), poetă rusă;
- Vera Leșcenco (1923 - 2009), cântăreață de muzică populară rusă;
- Mihail Podureț (1927 - 2009), fizician român;
- Vladimir Arnold (1937 - 2010), matematician rus;
- Serghei Andronati (1940 - 2022), chimist ucrainean;
- Maria Guleghina (n. 1959), soprană rusă;
- Igor Belanov (n. 1960), fotbalist;
- Pavel Еfimovici Kozlenko (n. 1970), cercetător ucrainean;
- Vasile Ernu (n. 1971), scriitor, politolog român;
- Tatiana Guțu (n. 1976), gimnastă ucraineană;
- Tatiana Turanskaia (n. 1972), politiciană transnistreană;
- Marina Ovseannikova (n. 1978), jurnalistă rusă;
- Andrei Voronin (n. 1979), fotbalist ucrainean;
- Andrii Iahodka (n. 1988), scrimer ucrainean;
- Irina Glibko (n. 1990), handbalistă ucraineană;
- Valeria Lukyanova (n. 1992), fotomodel ucrainean;
- Marina Zanevska (n. 1993), tenismenă belgiano-ucraineană.

## Listă alfabetică

### A
- Anton Ablov (1905 - 1978), chimist moldovean;
- Nikolai Afanasiev (1893 - 1966), preot rus;
- Anna Ahmatova (1889 - 1966), poetă rusă;
- Margarita Aligher (1915 - 1992), poetă rusă;
- Gheorghi Dobrovolski (1928 - 1971), cosmonaut rus;
- Serghei Andronati (1940 - 2022), chimist ucrainean;
- Vladimir Arnold (1937 - 2010), matematician rus;

### B
- Isaac Babel (1894 - 1940), scriitor rus;
- Igor Belanov (n. 1960), fotbalist;
- Serghei Bernstein (1880 - 1968), matematician rus;

### D
- Gheorghi Dobrovolski (1928 - 1971), cosmonaut rus;

### E
- Vasile Ernu (n. 1971), scriitor, politolog român;

### G
- George Gamow (1904 - 1968), astrofizician american;
- Irina Glibko (n. 1990), handbalistă ucraineană;
- Maria Guleghina (n. 1959), soprană rusă;
- Tatiana Guțu (n. 1976), gimnastă.

### I
- Andrii Iahodka (n. 1988), scrimer;
- Ilia Ilf (1897 - 1937), scriitor rus;
- Vera Inber (1890 - 1972), scriitoare rusă;

### K
- Ida Kamińska (1899 - 1980), actriță, regizoare americană;
- Eufrosinia Kersnovskaia (1908 - 1994), celebră deținută a Gulagului, de etnie rusă;
- Pavel Еfimovici Kozlenko (n. 1970), cercetător ucrainean.

### L
- Vera Leșcenco (1923 - 2009), cântăreață de muzică populară rusă;
- Valeria Lukyanova (n. 1992), fotomodel ucrainean.

### M
- Rodion Malinovski (1898 - 1967), mareșal rus;
- Aleksandr Marinesko (1913 - 1963), ofițer rus.

### O
- Marina Ovseannikova (n. 1978), jurnalistă rusă.

### P
- Sesto Pals (1913 - 2002), poet român;
- Natan Peled (1913 - 1992), politician israelian;
- Dan Petrașincu (1910 - 1997), antropolog, scriitor român;
- Evgheni Petrovici Kataev (1902 - 1942), scriitor rus;
- Mihail Podureț (1927 - 2009), fizician român.

### S
- Lev Slavin (1896 - 1984), scriitor, jurnalist rus;
- Mark Slonim (1894 - 1976), scriitor, politician rus;
- Serghei Snegov (1910 - 1994), scriitor rus;

### T
- Tatiana Turanskaia (n. 1972), politiciană transnistreană.

### U
- Leonid Utiosov (1895 - 1982), cântăreț rus.

### V
- Andrei Vîșinski (1883 - 1954), diplomat rus;
- Andrei Voronin (n. 1979), fotbalist ucrainean.

### Z
- Marina Zanevska (n. 1993), tenismenă belgiano-ucraineană.

## Personalități al căror nume este legat de Odesa
- Bel Kaufman (1911 - 2014) profesoară, scriitoare americană care, deși născută la Berlin, și-a petrecut copilăria la Odesa;
- Petro Stojan (1884 - 1961), lexicograf rus care, deși născut la Ismail, a studiat la Universitatea din Odesa.